# Миодраг Илић Бели
Миодраг Илић Бели (Београд, 4. октобар 1921— Минхен, 24. август 1971) био је српски композитор и правник.
Синови: Сања Илић и Драган Илић.

## Биографија
Миодраг Илић Бели је један од најпознатијих српских композитора музике за децу.
Рођен је 1921. у Младеновцу као син јединац у породици од оца др Драгољуба Илића из Рајковца, који је у Младеновцу био срески лекар, и мајке др Зорке, ћерке чувеног посланика космајског краја Алексе Жујовића. Као веома мали одлази са родитељима докторима у Париз на неколико година, где је његов отац др Драгољуб Илић завршавао постдипломске студије на универзитету Луј Пастер. Тако да је Белом поред српског и француски био матерњи језик. Ишао је у III Мушку Гимназију у Његошевој улици у Београду која је основана 1891. године. Завршио је студије композиције на Музичкој академији у Београду (класа проф. Станојла Рајчића) и Правни факултет у Београду. У младости Бели је имао две велике страсти поред музике, а то су јахање и скијање. Бомбардовање Београда, 6. априла 1941. дочекало га је у рано јутро око 6:30 на београдском хиподрому где је јахао свог љубимца, пунокрвног ждрепца Кокана. Слетели су заједно у јарак и ту сачекали да прођу први налети немачких штука. Београд је тада бомбардовало 234 бомбардера и 120 ловаца. Већину житеља, бомбардовање је затекло на спавању јер је била недеља.
Пред крај рата се придружио културно уметничком друштву Иво Лола Рибар 1944. године у којем је била цела музичка и уметничка елита тога доба као што су Радивоје Лола Ђукић, Бисерка Цвејић, Душан Сковран, Марио Ријавец, Жарко Милановић, Јанез Врховец... У Лоли је Бели упознао и своју будућу супругу Зорицу Секулић, касније Илић. Она је певала у хору а он је свирао гитару у оркестру. Касније наставља студије на Правном факултету и завршава их у року мањем од предвиђеног и уписује Музички академију. За време студија, педесетих година, тачније од 1948. године на позив Олге Сковран, оснивача овог врхунског ансамбла прихвата да буде музичар у Народном  Ансамблу Коло и са њима обилази за неколико година цео Свет. Након завршетка студија постаје члан Радио Београда и ту остаје до краја живота.
Од 1950. радио је као музички уредник у Радио Београду, а свој први телевизијски деби имао је у једној од првих серија за децу Градић весељак. Компоновао је музику за популарне дечје серије На слово, на слово, Хиљаду зашто?, Лаку ноћ, децо и многе друге. Годинама је као уредник Радио Београда био стални гост на вероватно највећем музичком фестивалу тог доба, Санрему. Доносио је све плоче са тог фестивала и тако је Радио Београд за веома кратко време био актуелан и слушало се код нас све што је слушала читава западна Европа.
Бавио се и компоновањем оркестарске, камерне, популарне, позоришне, филмске музике као и музике за децу. За свој рад добијао је многобројна признања од којих издвајамо Христићеву награду 1961. за дело "Концерт за кларинет и оркестар", награду "Младо покољење" 1964. године за рад на дечијој музици као и награду на "Смотри телевизијских остварења ЈРТ" 1965. за музику у серији На слово, на слово. Као млад учествовао је у формирању првих џез ансамбала у земљи а компоновао је и крајем тридесетих година, у то време популарне шлагере "Први поглед ока твог", Тихи тренуци". Био је мулти-инструменталиста и један од првих гитариста у Београду. Представио је начин свирања по узору на популарног француског гитаристу Ђанга Реинхарта. Гитару је свирао и у оркестру, који је за потребе Радио Београда, у тада окупираном Београду формирао чувени диригент и испоставиће се, велики анти-нациста Фридрих Мајер.
Компоновањем филмске, сценске и дечије музике почиње да се бави раних 60-тих година 20. века. На ТВ Београд сарађује се писцима Александром Жаком Поповићем, Душком Радовићем, а на филму са познатим редитељима Здравком Шотром, Сојом Јовановић, Пуришом Ђорђевићем, Војом Нановићем, Миланом Јелићем и другима.
Био је страствени фудбалски навијач и одлазио је редовно на фудбалске утакмице Црвене звезде. Писао је и навијачке песме за свој омиљени клуб а велики пријатељи били су му легенде српског фудбала Рајко Митић и Бранко Станковић.
Из брака са супругом Зорицом има два сина Александра Сању Илића-Сања Илић & БАЛКАНИКА и Драгољуба Илића-ГЕНЕРАЦИЈА 5, који су обојица наставили његов композиторски пут.
Посебно признање прерано преминулом композитору је и установљена највећа награда композиторима за врхунско стваралаштво музике за децу, Плакета Миодраг Илић Бели. Идеја је потекла од Донке Шпичек, тадашњег управника Дома пионира у Београду, а касније главног уредника дечијег програма Телевизије Београд.
Да је његова музика за децу и данас актуелна доказ је поставка мјузикла за децу “На слово, на слово“ у Позоришту на Теразијама у Београду. Синови композитора Миодрага Илића Белог, Сања Илић и Драган Илић, сада већ истакнути композитори, урадили су све оркестрације за ту прилику и музички поставили мјузикл. Премијера је била 17. априла 2010. године у 20:30 часова уз присуство целе породице Илић, Белове супруге Зорице, синова Сање и Драгана и унука Андреја.

Преминуо је од последица постоперативних компликација лета 1971. године у Минхену.

## Музика

### Филм и ТВ
- Градић весељак (1962)
- Хиљаду зашто? (1965)
- Јутро (1967)
- Пусти снови (1968)
- Подне (1968)
- Силом отац (1969)
- Срамно лето (1969)
- Бубашинтер (1971)
- Недеља у предграђу (1970)
- Свечана песма Црвене Звезде (1970)
- Збогом остај бункеру на реци (1971)
- На слово, на слово (1971)

## Оркестарска
- Концерт за кларинет и оркестар (1960)

## Камерна
- Гудачки квартет (1957)
- "Балетска импресија" за виолину и клавир (1964)
- "Тема и игра" за виолину и гудачки оркестар (1967)

## Сценска
- Сабља димискија
- Љубинко и Десанка
- Планински ваздух
- Мачак Тоша
- Капетан Џон Пиплфокс
- Гињол у невољи
- Ћира II
- На слово, на слово